# Lardigo Peak
Der Lardigo Peak (englisch; bulgarisch връх Лардиго wrach Lardigo) ist ein 1158 m hoher und vereister Berg im Grahamland auf der Antarktischen Halbinsel. Auf der Trinity-Halbinsel ragt er 10,06 km nordöstlich des Mount Ignatiev, 4,2 km östlich des Crown Peak, 9,63 km südöstlich des Marescot Point, 13,17 km südwestlich des Tintyava Peak und 10,62 km nordwestlich des Hochstetter Peak im Snegotin Ridge auf.
Deutsche und britische Wissenschaftler nahmen 1996 seine Kartierung vor. Die bulgarische Kommission für Antarktische Geographische Namen benannte ihn 2010 nach einer Landspitze an der bulgarischen Schwarzmeerküste.